# Christoph Karrasch (Physiker)
Christoph Karrasch (* 1982 in Duderstadt) ist ein deutscher theoretischer Physiker, der sich mit quantenmechanischer Vielteilchentheorie befasst.
Karrasch studierte nach dem Abitur (2001) am Eichsfeld-Gymnasium in Duderstadt Physik an der Universität Göttingen mit dem Diplom 2006 und promovierte 2010 bei Volker Meden an der RWTH Aachen. Als Post-Doktorand war er 2011 bis 2016 an der University of California, Berkeley. 2016 bis 2018 war er Emmy Noether Nachwuchsgruppenleiter an der FU Berlin. 2019 wurde er Professor für theoretische Physik an der TU Braunschweig.
Er befasst sich mit stark korrelierten Systemen in niedrigen Dimensionen (das heißt 1 und 2 Dimensionen), der funktionalen Renormierungsgruppe, Nichtgleichgewichtsdynamik und Transport durch Quantenpunkte und Quantendrähte.
2016 erhielt er den Physik-Preis der Akademie der Wissenschaften zu Göttingen für seine innovativen Beiträge zur Lösung von quantenmechanischen Vielteilchenproblemen, insbesondere für seine bahnbrechende Erweiterung der Dichtematrix Renormierungsgruppe, welche die Anwendung dieser Methode bei endlichen Temperaturen möglich gemacht hat (Laudatio).

## Schriften (Auswahl)
- mit T. Enss, V. Meden: Functional renormalization group approach to transport through correlated quantum dots, Phys. Rev. B, Band 73, 2006, S. 235337
- mit A. Ooguri, V. Meden: Josephson current through a single Anderson impurity coupled to BCS leads, Phys.Rev. B, Band 77, 2008, S.  024517
- mit R. Hedden, V. Meden u. a.: A finite-frequency functional renormalization group approach to the single impurity Anderson model, Journal of Physics: Condensed Matter, Band 20, 2008, S. 345205
- mit H. Bouchiat, A. Eichler, V. Meden u. a.: Tuning the Josephson current in carbon nanotubes with the Kondo effect, Phys. Rev. B, Band 79, 2009, S. 161407
- mt J. H. Bardarson, J. E. Moore: Finite-temperature dynamical density matrix renormalization group and the Drude weight of spin-1/2 chains, Phys. Rev. Lett., Band 108, 2012, S. 227206
- mit D. M. Kennes, S. G. Jakobs, V. Meden: Renormalization group approach to time-dependent transport through correlated quantum dots, Phys. Rev. B, Band 84, 2012, S. 085113
- mit J. Rentrop, D. Schuricht, V.Meden: Luttinger-liquid universality in the time evolution after an interaction quench, Phys. Rev. Lett., Band 109, 2012, S.  126406
- mit D. Schuricht: Dynamical phase transitions after quenches in nonintegrable models, Physical Review B, Band 87, 2013, S. 195104
- mit R. Ilan, J. E. Moore: Nonequilibrium thermal transport and its relation to linear response, Physical Review B, Band 88, 2013, S. 195129
- mit J. E. Moore, F. Heidrich-Meisner: Real-time and real-space spin and energy dynamics in one-dimensional spin-1 2 systems induced by local quantum quenches at finite temperatures, Physical Review B, Band 89, 2014, S. 075139